# 古列爾莫·帕拉扎尼
古列爾莫·帕拉扎尼（義大利語：Guglielmo Palazzani；1991年4月11日—）是一位意大利橄欖球運動員。他是意大利國家橄欖球隊的一員，代表意大利參加了2015年世界盃橄欖球賽。